# Pyłypy (hromada Derażnia)
Pyłypy (ukr. Пилипи) – wieś na Ukrainie, w obwodzie chmielnickim, w rejonie chmielnickim, w hromadzie Derażnia. W 2001 liczyła 424 mieszkańców.